# Jouac
Jouac – miejscowość i gmina we Francji, w regionie Nowa Akwitania, w departamencie Haute-Vienne.
Według danych na rok 1990 gminę zamieszkiwały 224 osoby, a gęstość zaludnienia wynosiła 11 osób/km² (wśród 747 gmin Limousin Jouac plasuje się na 412. miejscu pod względem liczby ludności, natomiast pod względem powierzchni na miejscu 329.).

## Populacja

Populacja Jouac w latach 1962–2008